# トランスフォーマー G-2
『トランスフォーマー G-2』（-ジーツー、英題：TRANSFORMERS GENERATION2）は、トランスフォーマーシリーズの玩具のみで進行していた企画。アメリカでは1992年から1995年に、日本では1995年に商品展開された。本作品の登場後、これ以前のシリーズは「ジェネレーション1（G1）」と称されるようになる。

## 概要
アメリカにおいて1990年の『アクションマスターシリーズ（日本未発売）』をもってシリーズ展開を一旦終了したトランスフォーマーシリーズが、1992年に旧シリーズやヨーロッパ版の再版・仕様変更版に新規商品を加えて再開した作品。新規商品には球体関節や発光ギミックなどの新技術が導入され、この時培われた技術は同時期の黄金勇者ゴルドランの将軍レオンや、後のビーストウォーズシリーズなどの基礎となった。
また、テレビアニメ『THE TRANSFORMERS』にCGエフェクト・効果音など追加し、『THE TRANSFORMERS GENERATION2』として放送された。
日本では1995年に『トランスフォーマー リターン・オブ・コンボイ』の続編として新規商品を中心に展開されたが仕様変更品などは発売されず、実質的にビーストウォーズが国内で展開されるまでの繋ぎ的な扱いであった。
これは当時タカラの主力玩具であった勇者シリーズがメイン展開（アニメも含む）していたためと思われる。
物語や設定はアメリカ版と日本版で異なるが、どちらも初代（G1）シリーズの続編に位置している。
これらの商品のうち、一部は後になって『ビーストウォーズII』や『カーロボット』において、様式・設定・カラーリング・名称を変更し、別のトランスフォーマーとして発売された。

## ストーリー
かつての大戦で悪の心を失った悪の軍団デストロンのリーダー、メガトロンは、かつてのライバルだった善の軍団サイバトロン総司令官コンボイと共に「セイバートロン連合」を結成し、宇宙の平和のために働いていた。しかし、平和の使者として地球に派遣した部下が地球人によって手違いで殺害されたことを知ったメガトロンは激怒し、「ロボット生命体以外の生物はすべて宇宙にとって悪になる」として地球への侵略を開始、コンボイはパワーアップしたメガトロンに対抗すべく自らのボディを新造し、立ち向かった。
しかし、この戦いに突如第三勢力が介入する。スモークスクリーンとドレッドウィングである。デストロンでありながらメガトロンの配下でない彼らは、戦争を終結させるべく、両軍全てのトランスフォーマーを滅ぼそうとしているのだ。
それぞれが目指す世界のための戦いが、始まる。

## 登場キャラクター
日本未発売商品も含む。

### サイバトロン
旧製品の仕様変更品。全て日本未発売。個別売りのみ。

#### オートボット/Autobots
93年展開。新たにミサイルランチャーが付属。
- コンボイ/OptimusPrime

トレーラーにサウンドユニットを搭載し、英語のセリフを喋る。
- マイスター/Jazz
- インフェルノ/Inferno

新たに水鉄砲が付属。
- ランボル/SideSwipe

黒に塗り替えられる。

#### ダイノボット/DinoBots
旧製品の塗装変更品。93年展開。
- グリムロック/Grimlock
- スナール/Snarl
- スラッグ/Slag

#### ミニボット/MiniBots
旧製品にメッキが施されたもの。93年展開。
- バンブル/BumbleBee
- ハブキャップ/HubCap

赤に塗り替えられる。
- シースプレー/SeaSpray
- ビーチコンバー/BeachComber

緑に塗り替えられる。

#### エアーボット/AerialBots
旧製品の塗装変更品。スペリオン/Superionに合体可能（セット売りは無し）。94年展開。
- シルバーボルト/SilverBolt

新たにミサイルが追加。
- スリング/SlingShot
- ファイヤーボルト/FireLight
- スカイダイブ/SkyDive
- エアーライダー/AirRaid

### サイバトロン（新規）
全て新規開発品。一部を除き日本でも発売（後述）。
総司令官
- 総司令官コンボイ・ミサイルトレーラー/HeroOptimusPrime：94年
ミサイルトレーラーに変形。エアポンプで飛ばすミサイルを持つ。従来と比較して可動が盛り込まれているが変形機構上で踵がないため自立には難がある。コミックボンボンやテレビマガジン誌上では必殺技は「ダブルトルクガトン」とされている。後年、『Transformers　Robots in Disguise』にて塗装変更品として、デストラクティコン･スカージとして発売。

#### アクセラレーター/Axelerators
エンジン部が武器になる自動車に変形するTF。アメリカ、EUでカラーリングが異なる。日本ではブロックタウンというダイヤブロックとセットにした商品で発売する予定だったが中止になっている（アクセラレーターという名称はEUのもの）。93年展開。
- ラピッド/Rapido
- ウインドブレイカー/WindBreaker
- スクラム/Skram
- ターボファイヤー/TurboFire

#### カラーチェンジャー/ColorChangeCars
水鉄砲が付属し、温水によって変色するギミックを持つTF。EU版アクアスピーダーの色替え。
- ゴーボッツ/Gobots
- ドレンチ/Drench

#### レーザーロッド/LaserRods
拳の電飾で透明な剣を光らせるギミックを持つ。可動範囲は広まったが踵がない。
- エフェクトロ/Electro：94年
- オートボルト/Volt：94年
エフェクトロとオートボルトの2体はクラシックカーに変形。
- TRF-13：最高司令官バトルコンボイ/OptimusPrime：95年
タンクローリーに変形。発光ギミックは日本では削除されたが、後に復刻された際には完全版として発光ギミックが復活。また、『カーロボット』にて塗装変更品が暗黒司令官ブラックコンボイとして発売。

#### ローターフォース/RotorForce
ローターを発射するギミックを持つ。94年。
- リードフット/LeadFoot
F1カーに変形。
- マンタレイ/MantaRay
ローター付きホバージェットに変形。

#### レーザーバイク/LaserCycle
レーザーロッドと同様のギミックを持つ。95年展開。
- ロードロケット/RoadRocket
バイク（ヤマハ・GTS1000)に変形。後にミクロマン・レッドパワーズで発光ギミックが削除された塗装変更品が、ロボットマスターズにて発光ギミックを持つ塗装変更品が発売。

#### サイバージェット/CyberJets
押し出し式ミサイル発射ギミックを持つ戦闘機。サイバトロンのサイバージェットはデストロン3種の塗装を変更したもの。95年展開。
3種とも後に『ユニバース』と『ロボットマスターズ』にて塗装を変更したものが発売。
- 戦士エアロレード/AirRaid
- 砲撃戦士ストレイフ/Strafe
- 空中警護員ジェットファイヤー/JetFire

#### ゴーボッツ/Gobots
ミニカーサイズの車からロボットに変形。日本未発売。日本では、『カーロボット』にて仕様変更品が忍者部隊スパイチェンジャーとして発売。
- ウインドウ部に線が入っているタイプ
  - ギアーヘッド/GearHead
- ピックアップトラックタイプ
  - モーターマウス/MotorMouth
  - アイアンハイド/IronHide
- 後部エンジンが露出したタイプ。
  - ハイビーム/HighBeam
  - バンブル/BumbleBee
- リアウインド付きスポーツカータイプ
  - ブローアウト/BlowOut
- F1カータイプ
  - リジェ/Mirage
  - ダブルクラッチ/DoubleClutch
- スポーツカータイプ
  - ファイヤークラッカー/FireCracker
  - ランボル/SideSwipe
  - オプティマスプライム/OptimusPrime

オプティマスプライムのみ日本で発売(後述)。

この他、韓国ではララトイ社による、再版のコンボイをさらに巨大化させたバトルコンボイの5連装ミサイルランチャーを装備させたものが存在する。色が赤くないこと、ビークルモードのホイールがシール処理であること、ダイキャストパーツが使用されていないことを除けば、オリジナルに肉薄するクォリティである。メガトロンと比べオリジナルのコンボイが小さいため、同等の体格にする意図があったようである。

### デストロン
旧製品の仕様変更品。全て日本未発売。個別売りのみ。

#### ジェットロン/DecepticonJets
93年展開。新たにミサイルランチャーと、サウンドとライトユニットが付属。
- スタースクリーム/StarScream
- ラムジェット/RumJet
紫に塗り替えられている。

#### ビルドロン/Constructicons
旧製品の塗装変更品。デバスター/Devastatorに合体可能（セット売りは無し）。93年展開。
- ボーンクラッシャー/BoneCrusher
- スクラッパー/Scrapper
- スカベンジャー/Scavenger
- ロングハウル/LongHaul
- グレン/Hook
- ミックスマスター/MixMaster

#### コンバットロン/Conbaticons
旧製品の塗装変更品。ブルーティカス/Bruticusに合体可能（セット売りは無し）。94年展開。
- オンスロート/Onslaught

新たにミサイルが追加。
- ボルター/Vortex
- ブロウル/Brawl
- ブレストオフ/BlastOff
- スィンドル/Swindle

### デストロン（新規）
全て新規開発品。一部を除き日本でも発売（後述）。
破壊大帝
- メガトロン/Megatorn：93年
巨大戦車から変形。音声を発しミサイルの発射が可能。後に『ビーストウォーズII』においてサウンドギミックを廃し設定と色を変更したものがメガストームとして発売。
- メガトロン･ミサイルタンク/HeroMegatron：94年
メガトロンの縮小版。エアポンプギミック。後に『Transformers　Robots in Disguise』シリーズにて仕様変更品が、デストラクティコン･ブラジオンとして発売。さらに後にこのギミックを削除、改修したものが『ロボットマスターズ』においてリバースコンボイとして発売。

#### スカイスコーチャー/SkyScorchers
戦闘機に変形するTF。93年にアメリカやヨーロッパで展開。日本ではブロックタウンというダイヤブロックとセットにした商品で発売する予定だったが中止になっている（スカイスコーチャーという名称もEU版のもの）。
- ウインドレイザー/WindRazor
- テラダイブ/TerraDive
- アフターバーナー/AfterBurner
- イーグルアイ/EagleEye

#### カラーチェンジャー/ColorChangeCars
水鉄砲と温水での変色ギミックを持つ自動車TF。EU版アクアスピーダーの色替え。93年展開。
- ジェットストーム/JetStorm
- デリュージ/Deluge

#### レーザーロッド/LasorRods
拳の電飾で透明な剣を光らせるギミックを持つ。クラシックレースカーに変形。94年展開。
- ホットロウ/Jolt
- ファイアボット/Sizzle

#### ローターフォース/RotorForce
ローターを発射するギミックを持つ。94年展開。
- パワーダイブ/PowerDive
ヘリコプターに変形。
- ランサック/Ransack
ローター付き戦闘機に変形。

#### レーザーバイク/LasorCycle
レーザーロッドと同様のギミックを持つ。95年展開。
- ロードビッグ/RoadPig
バイク（ハーレーダビッドソン・エレクトラグライド）に変形。後にミクロマン・レッドパワーズで発光ギミックが削除された塗装変更品が、ロボットマスターズにてギミックを持った塗装変更品が発売。

#### サイバージェット/CyberJets
ミサイルが発射するギミックを持つ戦闘機。サイバトロンのサイバージェットはこれら3種の塗装を変更したもの。95年展開。
3種とも後年『ユニバース』、『ロボットマスターズ』にて塗装を変更したものが発売。
- スカイジャック/SkyJack
- スペースケース/SpaceCase
- フーリガン/Hooligan

#### ゴーボッツ/Gobots
ミニカーサイズの車からロボットに変形。日本未発売。95年展開。
- リアウインド付きスポーツカータイプ
  - フレンジー/Frenzy
  - メガトロン/Megatron
- ウインドウ部に線入りのタイプ
  - サウンドウェーブ/SowndWave

メガトロン、サウンドウェーブは後に日本でも発売。

#### 独立行動部隊
94年発売。色違いのものが「スタースクリーム&メガトロン」として発売予定があったものの中止になった。だが、サンプル品の幾つかが市場に出回り、相当額のプレミアが付いている。
- スモークスクリーン/SomkeScreen&空爆参謀ドレッドウイング/DreadWing
戦闘機に変形するスモークスクリーン、ステルス爆撃機と戦車に3段変形するドレッドウィングのコンビ。合体して大型爆撃機になる。『ビーストウォーズII』において、仕様変更品としてスタースクリーム&BBが発売され、さらに『Robots in Disguise』にてスモークジャンパー&ドレッドウインド、『ロボットマスターズ』にて個別でスモークスナイパー、ギガントボムの名称で仕様変更品が販売されている。

#### オートローラーズ/AutoRollers
日本未発売。転がし走行をさせると自動変形する。95年展開。試作のみで終わったものが他に2種あったが、『ビーストウォーズII』でようやく全種揃って発売された。
- ダートバック/DirtBag
ダンプカーに変形。
- ロードブロック/RoadBlock
ブルドーザーに変形。

## 国内展開
日本国内での展開は1995年に行われた。なお、従来はサイバトロンとデストロンそれぞれ通し番号が分けられていたが、今期からはTRF～で連番として付けられるようになった。また、コンボイとメガトロンはキャラクター名に加えて変形形態まで追記されている。ゴーボッツはG-2展開が終了後に番号がつけられないまま塗装を変更し個別で販売された。
| 通し番号   | キャラクター名                      | 所属         | 変形形態                   |
| ---------- | ----------------------------------- | ------------ | -------------------------- |
| TRF-01     | コンボイ・ミサイルトレーラー        | サイバトロン | ミサイル輸送トレーラー     |
| TRF-02     | メガトロン･ミサイルタンク           | デストロン   | ミサイル戦車               |
| TRF-03     | エフェクトロ                        | サイバトロン | クラシックカー             |
| TRF-04     | オートボルト                        | サイバトロン | クラシックカー             |
| TRF-05     | ホットロウ                          | デストロン   | クラシックカー             |
| TRF-06     | ファイアボット                      | デストロン   | クラシックカー             |
| TRF-07     | スカイジャック                      | デストロン   | 戦闘機                     |
| TRF-08     | スペースケース                      | デストロン   | 戦闘機                     |
| TRF-09     | フーリガン                          | デストロン   | 戦闘機                     |
| TRF-10     | スモークスクリーン ドレッドウイング | デストロン   | 戦闘機 ステルス爆撃機/戦車 |
| TRF-11     | ロードロケット                      | サイバトロン | オートバイ                 |
| TRF-12     | ロードビッグ                        | デストロン   | オートバイ                 |
| TRF-13     | バトルコンボイ                      | サイバトロン | タンクローリー             |
| TRF-14     | エアロレード                        | サイバトロン | 戦闘機                     |
| TRF-15     | ストレイフ                          | サイバトロン | 戦闘機                     |
| TRF-16     | ジェットファイヤー                  | サイバトロン | 戦闘機                     |
| ゴーボッツ | コンボイ                            | サイバトロン | スポーツカー               |
| ゴーボッツ | メガトロン                          | デストロン   | スポーツカー               |
| ゴーボッツ | サウンドウェーブ                    | デストロン   | スポーツカー               |